# Canicross
Canicross – oficjalna dyscyplina sportowa należąca do grupy sportów psich zaprzęgów. Polega na bieganiu z psem upiętym na smyczy z amortyzatorem (długości ok. 2,5 w rozciągnięciu), łączącej się z pasem na talii maszera. Pies biegnie przodem pomagając tym samym w biegu zawodnikowi. Wyścigi tej dyscypliny odbywają się w warunkach bezśnieżnych.
Canicross można uprawiać z dowolnym psem w dobrym stanie fizycznym i odpowiednim wieku. W Polsce jak i na Świecie najlepiej w tej dyscyplinie sprawdzają się greystery, psy myśliwskie jak np.: wyżły, charty czy pointery, jak i inne psy zaprzęgowe husky syberyjski czy alaskan malamute.